# Église Notre-Dame-de-l'Assomption de Fontaine-Chalendray
L'église Notre-Dame-de-l'Assomption est une église située à Fontaine-Chalendray, dans le département français de la Charente-Maritime en région Nouvelle-Aquitaine.

## Historique
L'église, de style roman, est l'ancienne chapelle du château aujourd'hui disparu. La façade occidentale est limitée par deux contreforts plats. En son milieu, le portail est à trois voussures. Au-dessus de la porte, sont représentés les douze apôtres assis. Leur tête a été brisée. Le chevet rectangulaire, scandé de grandes arcatures, est remarquable par la qualité de ses proportions. L'église a été rénovée en 2009. Les vitraux sont pour certains d'époque et d'autres contemporains. 
L'église est inscrite au titre des monuments historiques par arrêté du 23 février 1925.

## Galerie

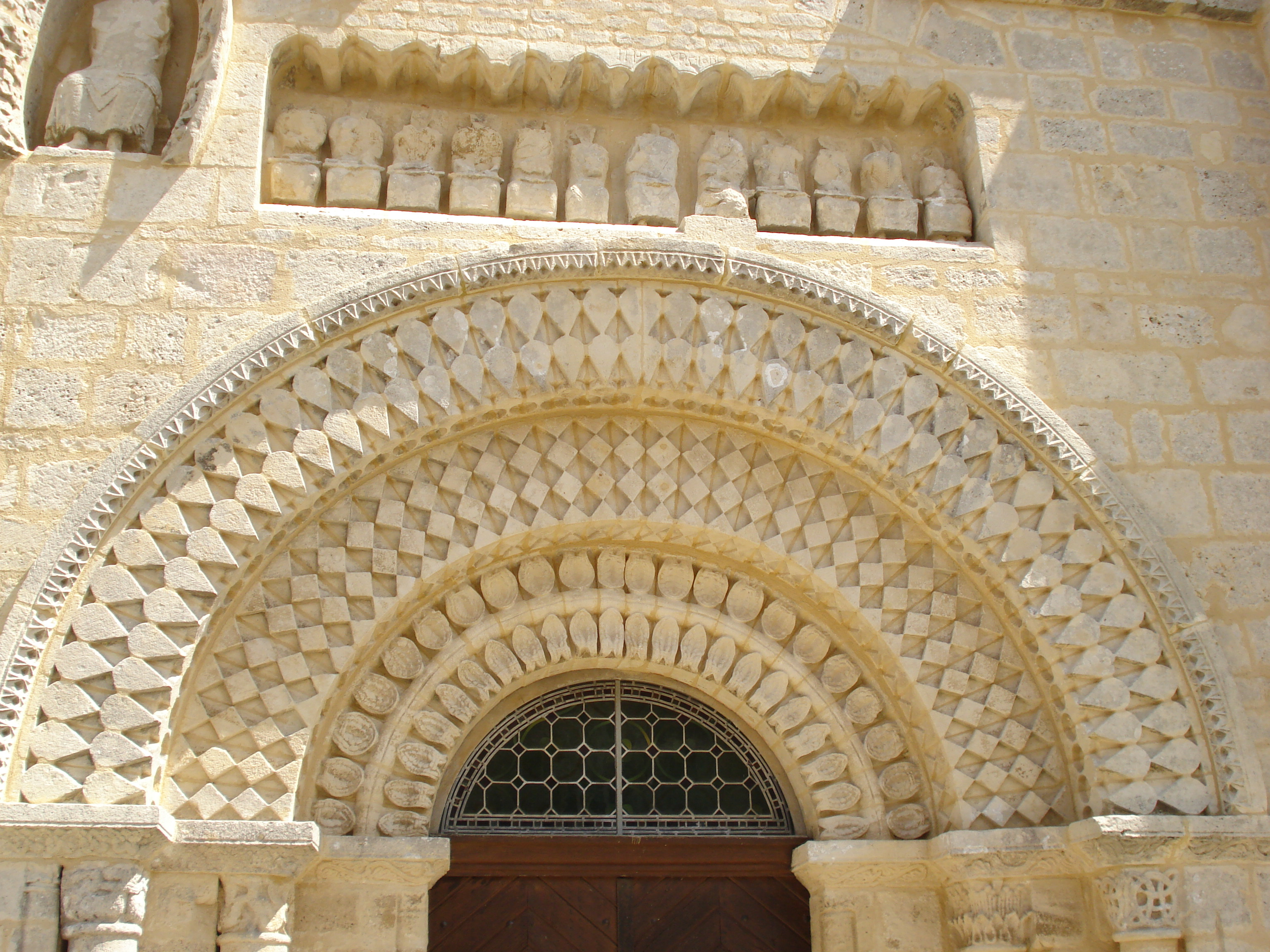
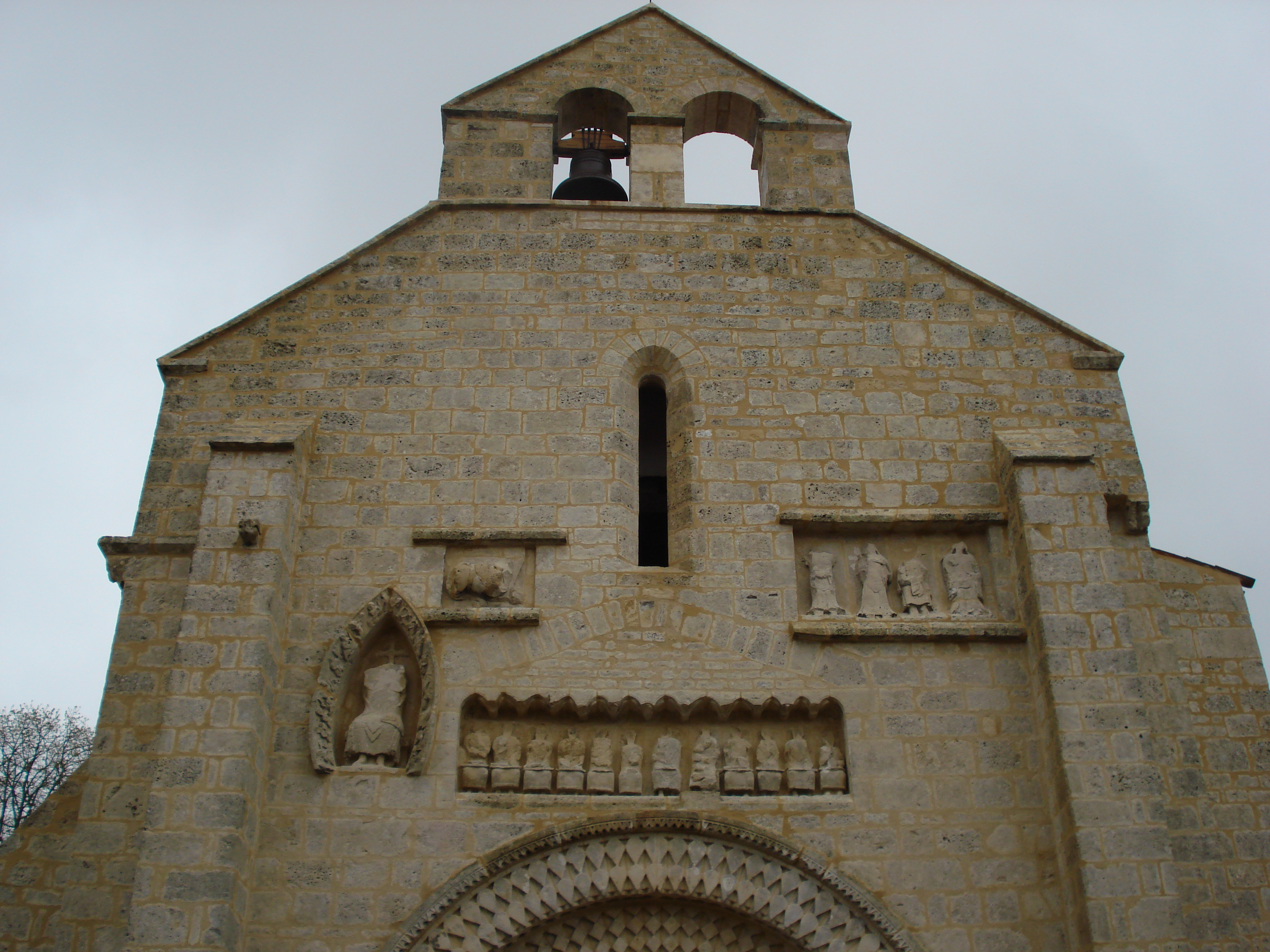
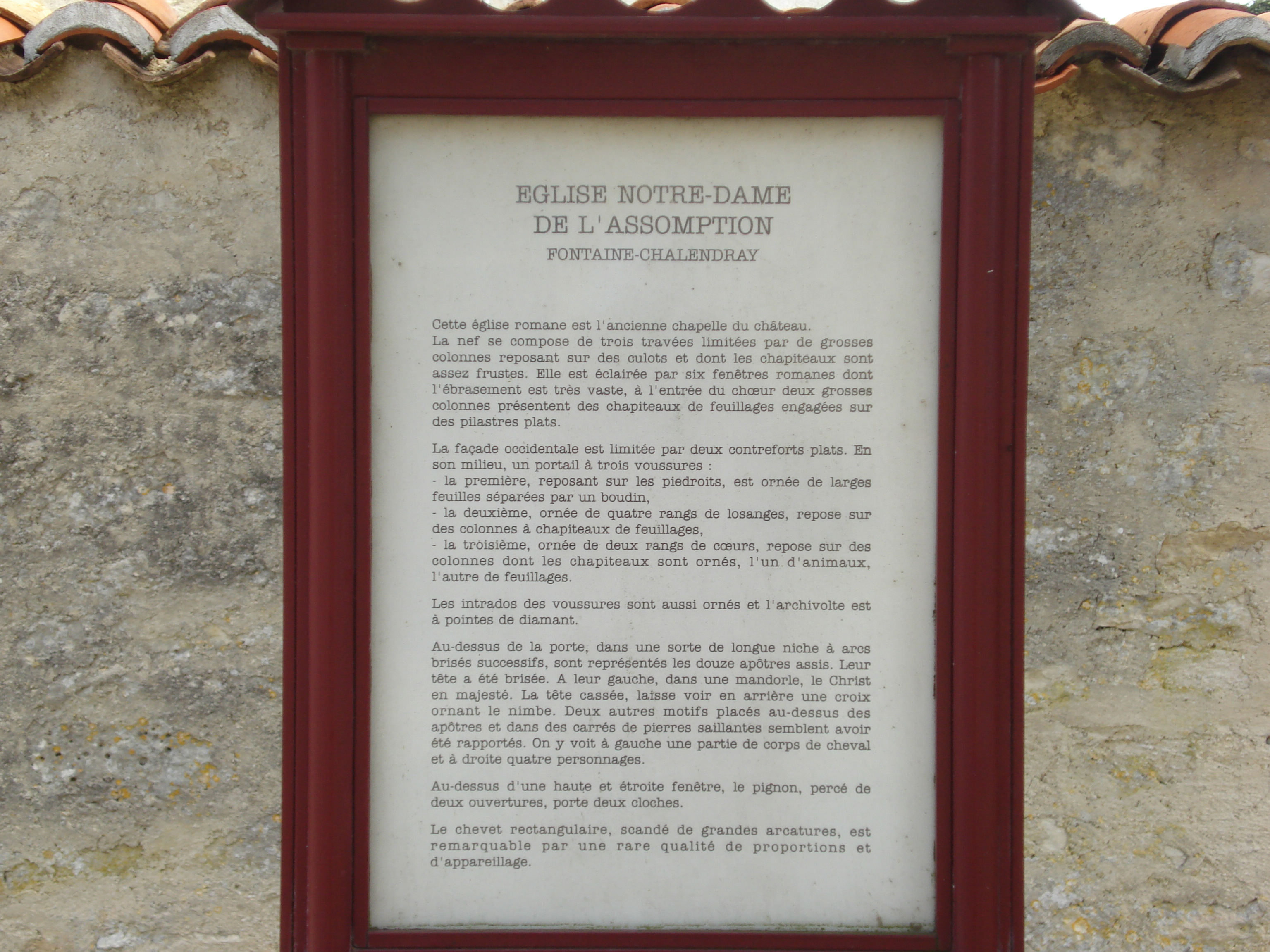